# Autocenzura
Autocenzura za razliku državne označava cenzure ograničenja slobode izražavanja i slobodu objavljivanja, koju si sami nameću mediji, tisak i izdavaštvo. To se u kontekstu slobode medija smatra krajnje problematičnim procesom.

Država kod autocenzure ne intervenira, jer autocenzura čini institucionalnu cenzuru gotovo nepotrebnom. Društvene interesne skupine preuzimaju tu funkciju umjesto države. 
U pluralističkim društvima autocenzura je primjerice da urednik časopisa svjesno ili nesvjesno izbjegava izvještavati o temama koje bi mogle razljutiti oglašivače ili nadređenu tvrtku kako bi izbjegao neugodnosti. 